# Bensingtonia ciliata
Bensingtonia ciliata är en svampart som beskrevs av Ingold 1986. Bensingtonia ciliata ingår i släktet Bensingtonia och familjen Agaricostilbaceae.   Inga underarter finns listade i Catalogue of Life.